# نقدوز
نقدوز یکی از روستاهای استان آذربایجان شرقی است که در دهستان نقدوز بخش فندقلو شهرستان اهر واقع شده‌است. مرکز دهستان نقدوز می باشد.این روستا ۴۱۸ نفر جمعیت دارد.